# Zabójstwo św. Stanisława (szkic)
Zabójstwo św. Stanisława – obraz Jana Matejki z 1892 przedstawiający męczeńską śmierć biskupa krakowskiego Stanisława ze Szczepanowa.

## Opis
Szkic (obraz jest częściowo ukończony) przedstawia sytuację już po mordzie na biskupie, którego dokonał król Bolesław Śmiały. Ciało biskupa leży na stopniach ołtarza z rozkrzyżowanymi rękami (nawiązanie do ofiary krzyżowej Jezusa Chrystusa). Władca jest przedstawiony w momencie chowania miecza do pochwy. Towarzyszą mu zbrojni, spośród których jeden, z toporem w ręku, zamierza rozczłonkować ciało leżącego duchownego. Galerię postaci uzupełni ministrant, który schronił się koło ołtarza.